# Bettwiesen
Bettwiesen est une commune suisse du canton de Thurgovie, située dans le district de Münchwilen.

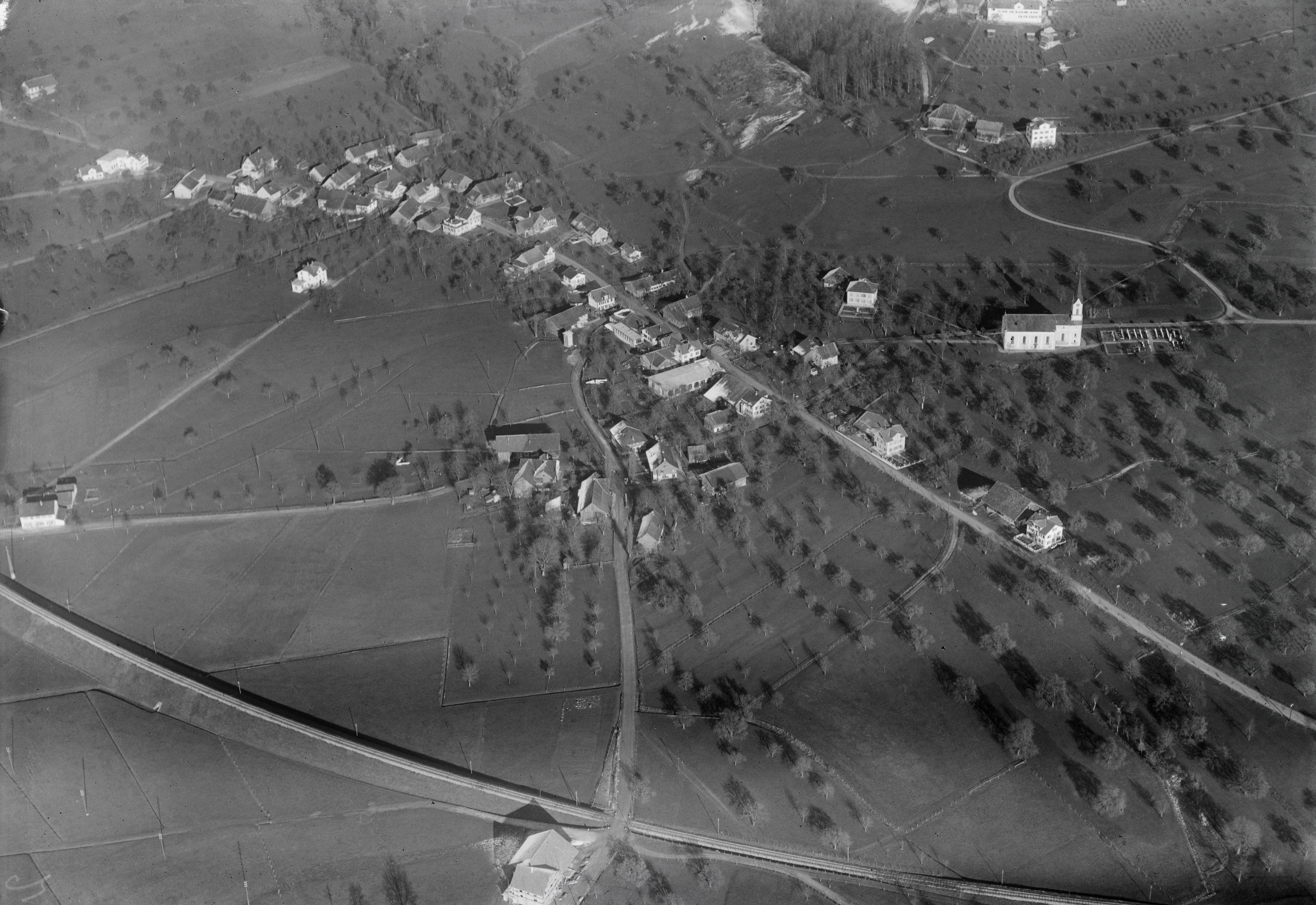
Photo aérienne prise à 400 m par Walter Mittelholzer (1923).